# Čalovec
Čalovec (Hongaars:Megyercs) is een Slowaakse gemeente in de regio Nitra, en maakt deel uit van het district Komárno.
Čalovec telt 1177 inwoners.